# Championnats d'Asie d'escrime 1995
Navigation
Édition précédente Édition suivante
Les championnats d'Asie d'escrime 1995, 4e édition des championnats d'Asie d'escrime, ont lieu du 2 au 8 août 1995 à Séoul, en Corée du Sud.

## Médaillés
| Épreuves           | Or                | Argent        | Bronze                             |
| ------------------ | ----------------- | ------------- | ---------------------------------- |
| Épée               |                   |               |                                    |
| Hommes individuel  | Dmitri Dimov      | Abda M. Hasan | Cho Hee-jae Yang Roy-sung          |
| Hommes par équipes | Kazakhstan        | Japon         | Corée du Sud                       |
| Femmes individuel  | Ko Jung-sun       | Kim Joon-a    | Noriko Kubo Lee Myung-hee          |
| Femmes par équipes | Corée du Sud      | Japon         | Hong Kong                          |
| Fleuret            |                   |               |                                    |
| Hommes individuel  | Hiroki Ichigatani | Dong Zhaozhi  | Chung Soo-ki Kim Hyung-sup         |
| Hommes par équipes | Chine             | Corée du Sud  | Kazakhstan                         |
| Femmes individuel  | Lim Mi-kyung      | Kim Dong-him  | Miki Yoshimatsu Nelya Sevostyanova |
| Femmes par équipes | Corée du Sud      | Kazakhstan    | Japon                              |
| Sabre              |                   |               |                                    |
| Hommes individuel  | Yu Sang-ju        | Yoon Bum-duk  | Hidenori Munakata Seo Sung-jun     |
| Hommes par équipes | Corée du Sud      | Kazakhstan    | Japon                              |

## Tableau des médailles
| Rang  | Nation       | Or | Argent | Bronze | Total |
| ----- | ------------ | -- | ------ | ------ | ----- |
| 1     | Corée du Sud | 6  | 4      | 7      | 17    |
| 2     | Kazakhstan   | 2  | 2      | 2      | 6     |
| 3     | Japon        | 1  | 2      | 5      | 8     |
| 4     | Chine        | 1  | 1      | 0      | 2     |
| 5     | Koweït       | 0  | 1      | 0      | 1     |
| 6     | Hong Kong    | 0  | 0      | 1      | 1     |
| Total | Total        | 10 | 10     | 15     | 35    |